# Protoattische Keramik
Als Protoattische Keramik werden die in Attika produzierten Tongefäßen des orientalisierenden Stils bezeichnet, der um 700 v. Chr. den geometrischen Stil ablöste.
Die protoattische Vasenmalerei kombiniert Elemente des geometrischen Stils mit orientalischen Motiven, wie z. B. Palmetten, Ranken und anderen Pflanzenornamenten, Spiralhaken, Löwen und Fabelwesen. Typisch für den Bildschmuck der protoattischen Vasen sind großformatige Figuren und Ornamente. Silhouetten- bzw. Umrissmalerei werden dabei miteinander kombiniert. Außerdem wird die in der schwarzfigurigen Vasenmalerei übliche Binnenritzung aus der korinthischen Malerei übernommen. Im 2. Viertel des 7. Jahrhunderts v. Chr. (Schwarz-Weißer-Stil) wird zusätzlich zu dem sich schwarz färbenden Tonschlicker viel weiße Farbe verwendet. Seit ca. 650 v. Chr. wird dann verstärkt mit dem zuvor eher sparsam eingesetzten Purpurrot gearbeitet.